# TMSB15A
La timosina beta-15A es una proteína que en humanos está codificada por el gen TMSB15A. Esta proteína tiene un rol importante en la organización del citoesqueleto, uniéndose a los monómeros de actina (actina G) para inhibir la polimerización de actina.